# 朝日町民バス

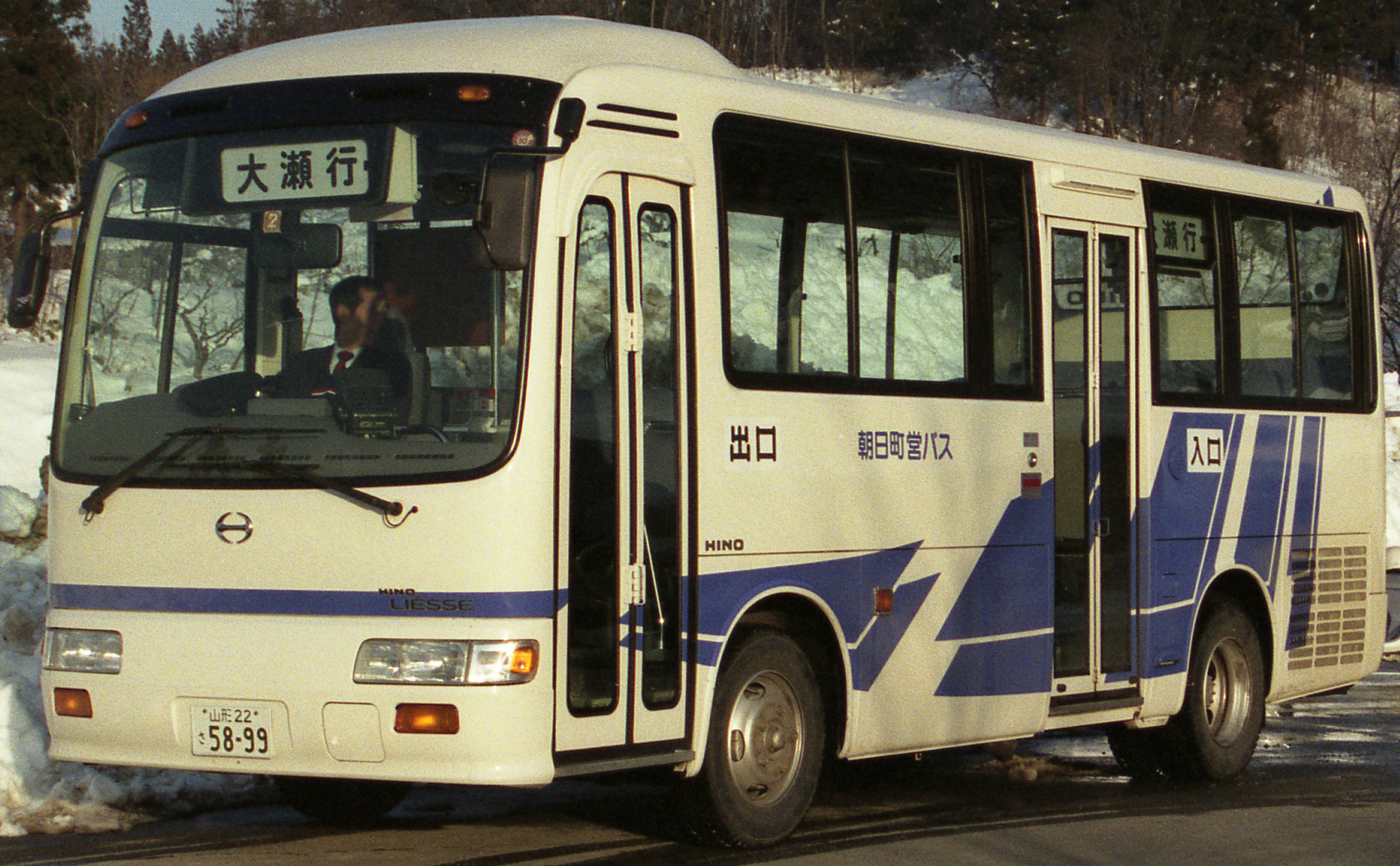
町営バス当時の車両（1998年）

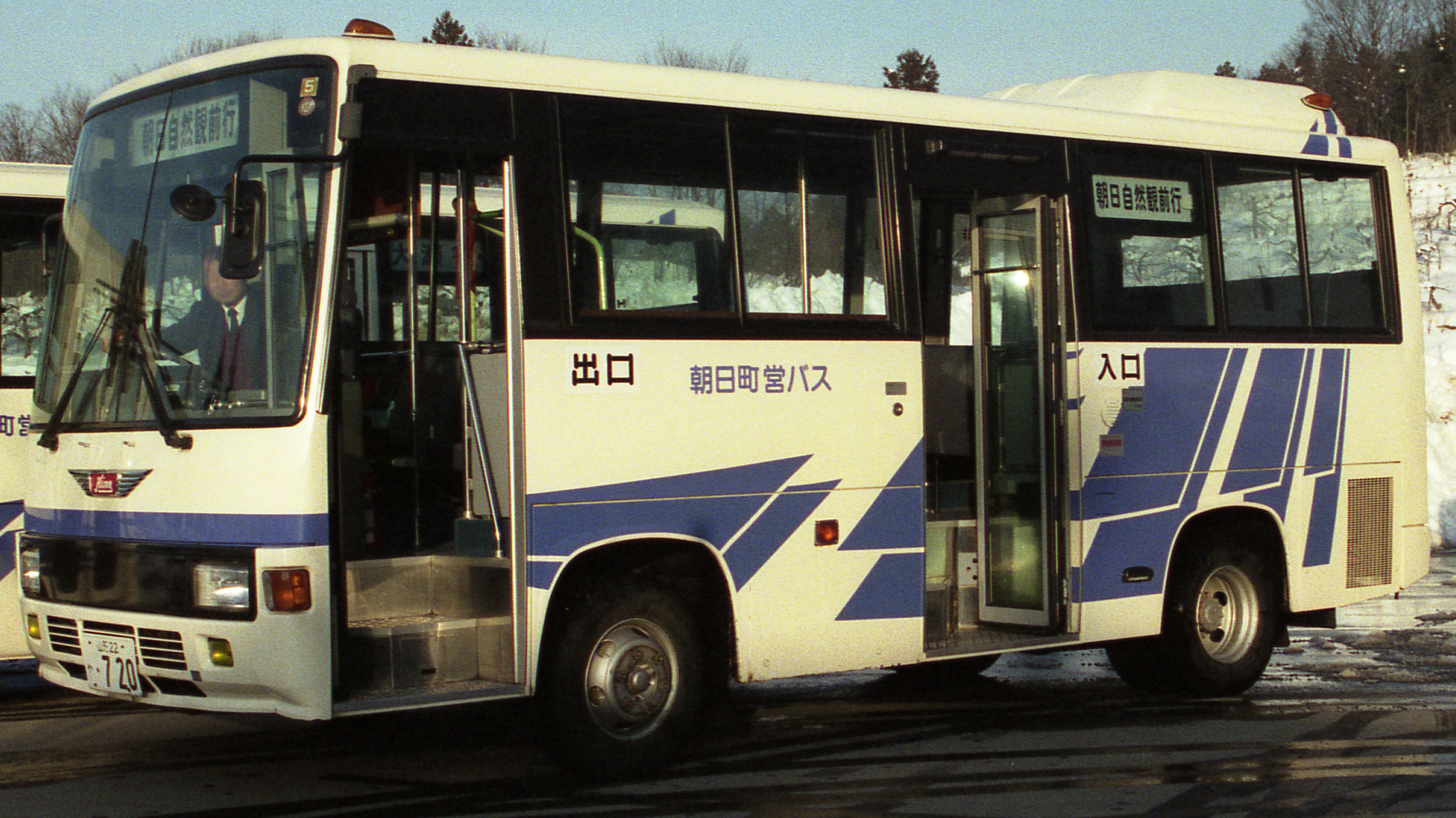
町営バス当時の車両（1998年）

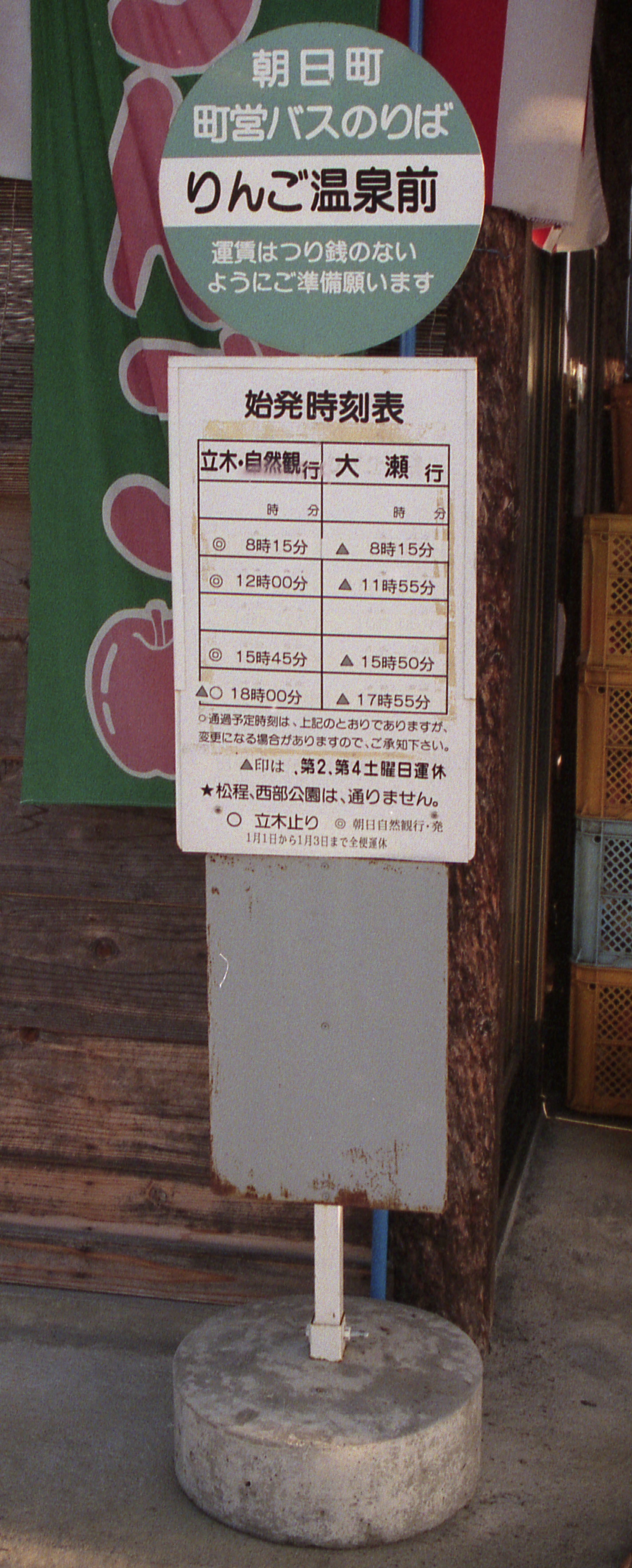
町営バス当時のバス停

朝日町民バス（あさひちょうみんバス）は、山形県西村山郡朝日町がかつて運行していた自治体バスである。
町内では山形交通（現、山交バス）が、宮宿 - 荒砥線、宮宿 - 立木線、宮宿（大蕨）山形線を運行していたが、赤字のため相次いで廃止された。その廃止代替バスとして、町民の足を確保するために朝日町営バスを運行開始した。
2010年4月1日よりデマンド型乗合タクシーの運行に代替され、同年3月31日限りで廃止となった。

## 概要
運賃
- 大人200円、中学生以下100円
- 回数券 - 100円券11枚綴り1,000円 200円券11枚綴り2,000円
  - 定期券 - 1か月用、3か月用、6か月用、片道用がある

運転日
- 土曜・日曜・祝日及び年末年始（12月29日 - 1月3日）、お盆（8月14日 - 16日）は運休。

## 沿革
- 1986年 - 「朝日町営バス」として運行開始。
- 2007年4月1日 - 町営バスと中学スクールバスとを統合、スクールバス混乗の「町民バス」に再編。
- 2010年4月1日 - デマンドタクシー運行開始に伴い、町民バスを廃止。
  - 水本線、三中線は中学生利用のスクールバスとして運行。

## 路線
以下5路線があった（2010年3月31日廃止時点）。
立木線、上郷送橋線は町営バスからの引継路線で、大沼線、水元線、三中線はスクールバスを混乗化した路線である。
立木線　
- りんご温泉前 - 朝日町役場前 - 助ノ巻 - 水口 - 太郎 - 立木 - 朝日自然観前

上郷送橋線
- 送橋警備所前 - りんご温泉前 - 朝日町役場前 - 杉山 - 大瀬

大沼線
- 朝日中学校 - 宮宿 - 大谷 - 大暮山 - 大沼

水本線
- 朝日中学校 - 宮宿 - 下芦沢 - 水本

三中線
- 朝日中学校 - 宮宿 - 能中 - 高田 - 長沼 - 太郎

## 山形直行バス
山形市内の高校に通う生徒のために、2007年10月より朝日町から山形市への山形直行バスを運行している。山交バスに運行を委託している。
2007年10月 - 2009年3月までは朝日町から山形市への朝の片道1本の運行だったが、2009年4月からは夕方に山形市から朝日町への運行も始まり1日1往復となった。